# كيث واتسون
كيث واتسون (بالإنجليزية: Keith Watson)‏ هو فنان قصص مصورة بريطاني، ولد في 1 فبراير 1935 في شمال يوركشاير في المملكة المتحدة، وتوفي في 9 أبريل 1994 في منطقة ساتون في المملكة المتحدة بسبب سرطان.